# Győrújbarát
Győrújbarát es un pueblo húngaro perteneciente al distrito de Győr en el condado de Győr-Moson-Sopron, con una población en 2013 de 6048 habitantes.
La localidad era originalmente una colina llamada «Barath», en torno a la cual había en el siglo XIII cuatro asentamientos dispersos: Kisbarátfalu, Kisbaráthegy, Nagybarátfalu y Nagybaráthegy. El actual Győrújbarát fue fundado en 1969 mediante la fusión de los pueblos Kisbarát y Nagybarát. En el pueblo hay tres iglesias de los siglos XVIII-XIX heredadas de dichas localidades, de las cuales dos son católicas y una protestante. La localidad funciona como un área periférica de la vecina ciudad de Győr y casi todos sus habitantes son étnicamente magiares.
Se ubica unos 5 km al sur de la capital condal Győr.